# Lake of Tears
Lake of Tears (з англ.  — «Озеро сліз») — шведський гурт, що грає в жанрах готик-метал і дум-метал з елементами психоделічного року і прогресивного металу.

## Історія
Гурт був створений в травні 1992 року у шведському місті Бурос учасниками двох дез-металевих гуртів — Carnal Eruption і Forsaken Grief. Демо викликало інтерес лейблу Black Mark Production, який підписав з гуртом контракт на 5 альбомів. Перший альбом Greater Art був записаний за 2 тижні у грудні 1993 року в Sunlight Studio (Стокгольм) і спродюсований Матіасом Лодмальмом і Томасом Скогсбергом з Entombed. До початку записів наступного диска гурт дав всього два концерти в рідному Буросі.
У березні 1995 року був записаний другий альбом — Headstones. На Headstones гурт проявив себе набагато яскравіше і різноманітніше, ніж на першому альбомі. На диску присутні як важкі, так і повністю акустичні (заголовний трек) композиції. З 1995 по 1996 рік гурту вдається провести кілька турів по Європі, Lake of Tears грали разом з такими гуртами як Vader, Tiamat, Crematory, Edge of Sanity, Savatage, Rage і The Gathering.
Влітку 1996 року з гурту пішов гітарист Юнас Еріксон, і Lake of Tears перетворилася на тріо. В турне з гуртом грав сесійний клавішник Крістіан Саарінен (колишній гітарист Cemetary). Третій альбом A Crimson Cosmos був записаний і випущений у січні 1997 року. На цьому альбомі став помітним крен у бік більш «легкої» музики, вперше гурт використав жіночий вокал. З'явилися сюжети пісень, навіяні психоделікою і фентезі, зокрема, книжковим циклом Dragonlance. В німецькому журналі «Rock Hard» A Crimson Cosmos став альбомом місяця. Вже після запису альбому в складі з'явився новий гітарист Ульрік Ліндблум. Пішли тури з Theatre of Tragedy, Heavenwood і Hammerfall, виступ на Wacken Open Air.
Восени 1997 року Lake of Tears брали участь у фестивальному турі Out of the Dark Festivals з Crematory, Therion і Graveworm. Після Out of the Dark Festivals Ліндблум розлучився з гуртом з особистих причин, і наступний альбом записувався з гітаристом Магнусом Сальгреном. Запис Forever Autumn стартував 28 грудня 1998 року, а 25 травня 1999 року альбом вийшов. На Forever Autumn переважали меланхолійно-депресивні композиції з фолковими мотивами, у великій кількості використовувалися акустичні інструменти: віолончель, флейта, акустичні гітари і акордеон. Клавішник Крістіан Саарінен брав участь у записі як повноправний член гурту.

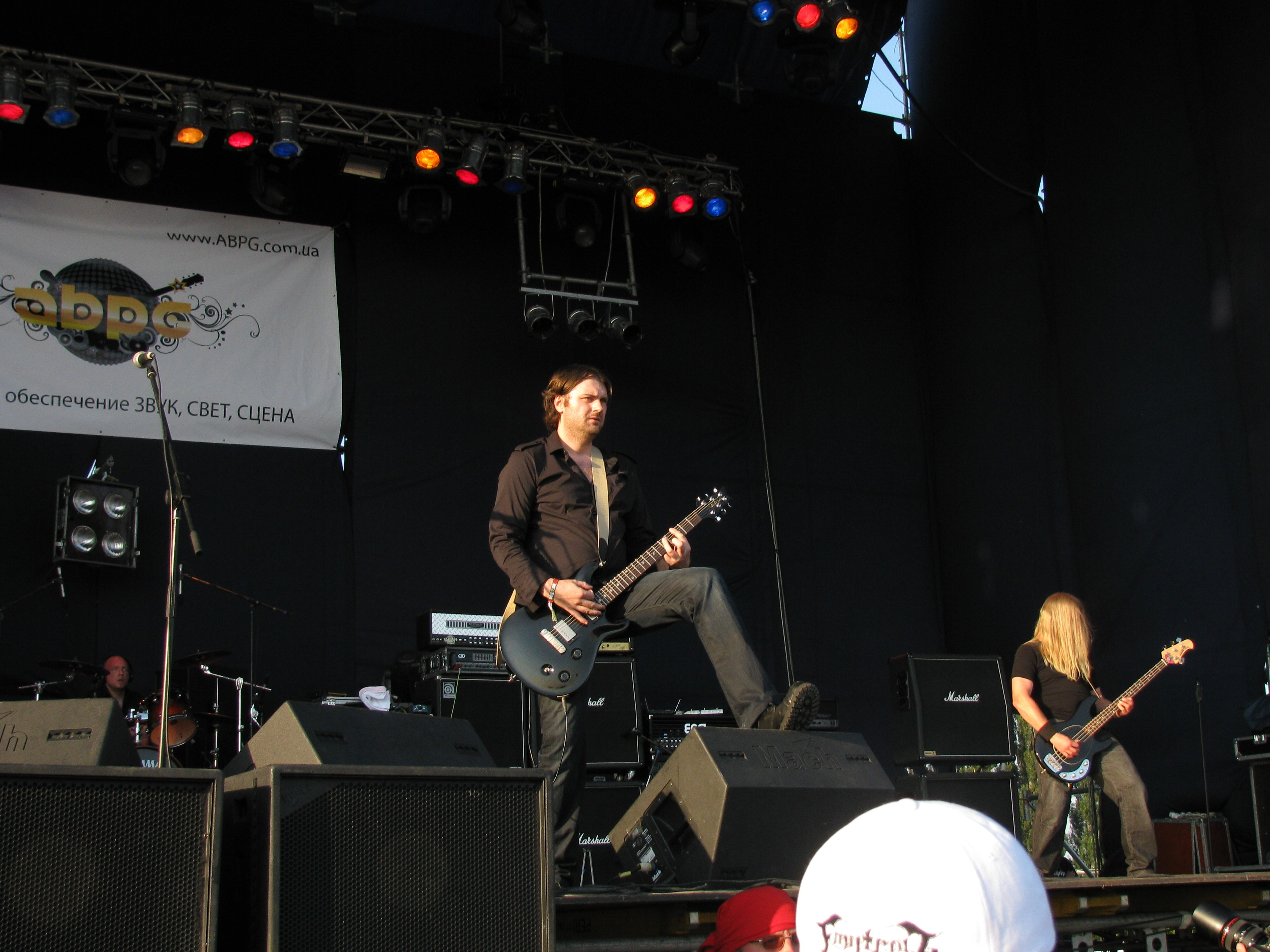
Lake of Tears на фестивалі ПроРок 2009

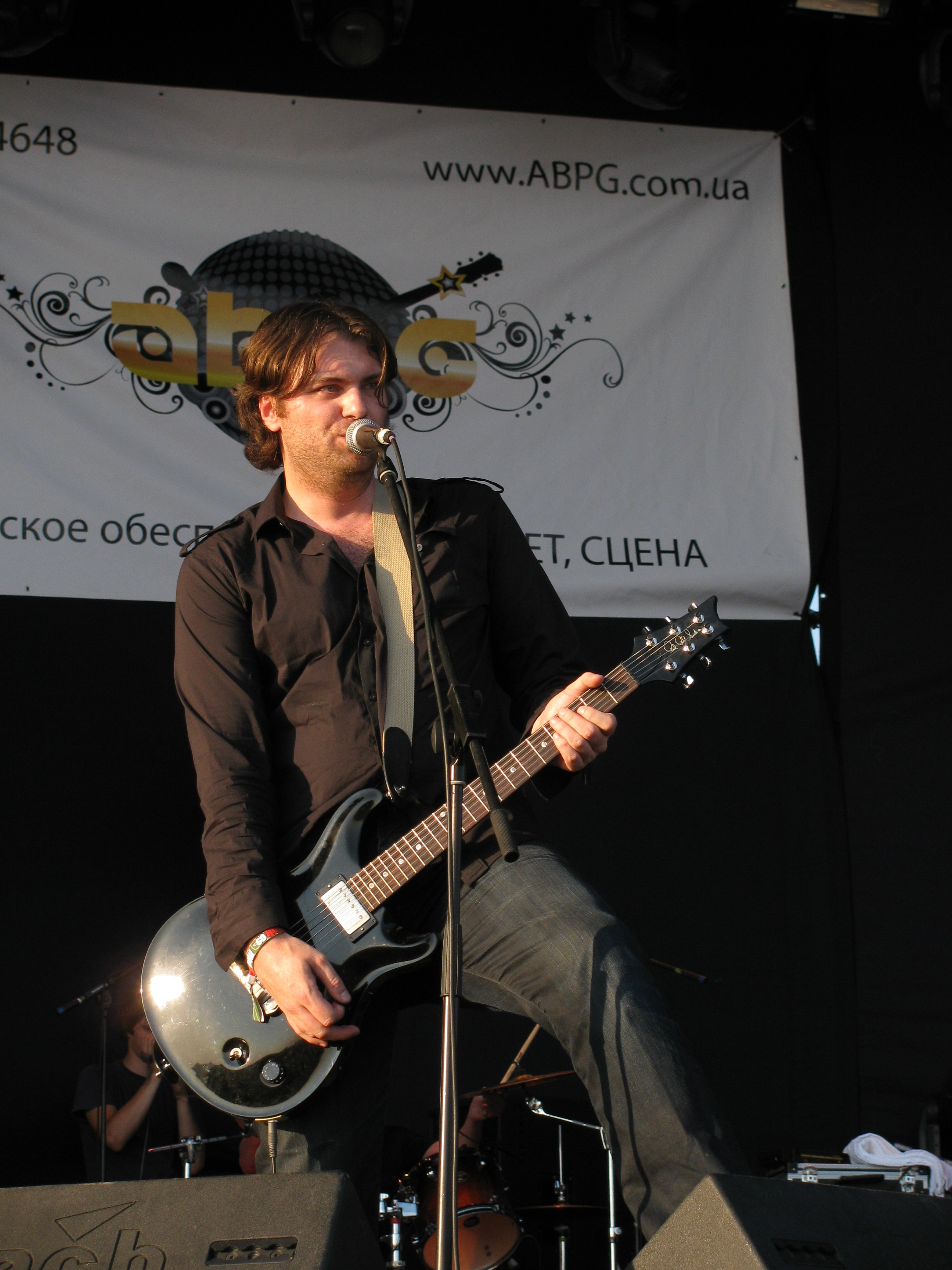
Даніель Бреннар на фестивалі ПроРок 2009

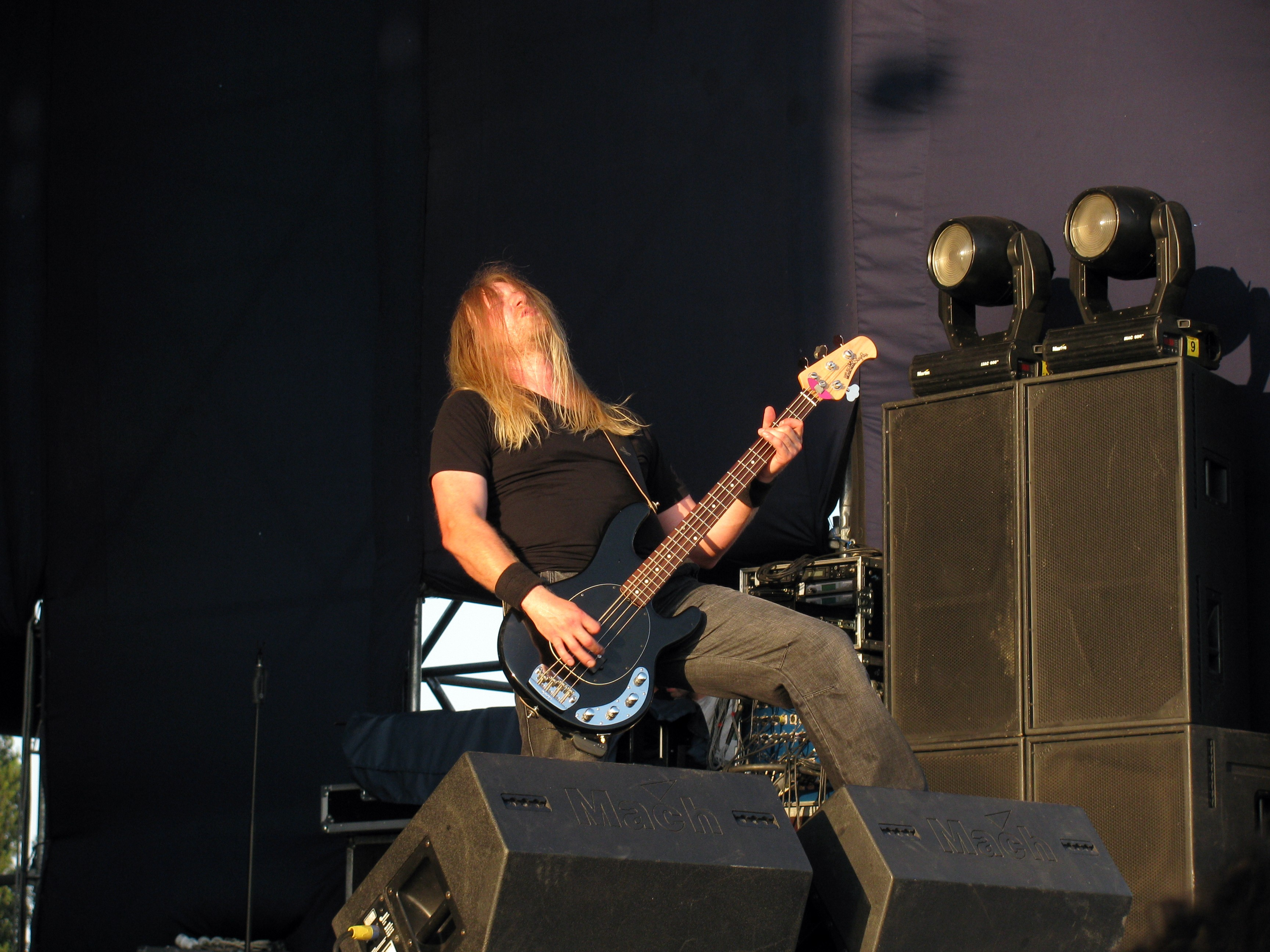
Мікаель Ларсон на фестивалі ПроРок 2009

Невдовзі після виходу Forever Autumn між музикантами почалися конфлікти, які призвели до того, що Lake of Tears розпалися. 9 вересня 1999 року було випущено офіційне повідомлення.: 
|  | Тепер це офіційна заява ... ми розпалися. Відтепер групи Lake of Tears більше не існує. Емоції у мене з цього приводу дивні і сумні ... але ймовірно, все на краще. Проте, я (і можливо, хтось ще з музикантів групи) запишемо ще один альбом, просто для того, щоб вийти з-під контракту з Black Mark. Потім подивимося. Хтось із нас, ймовірно, буде продовжувати займатися музикою в тій чи іншій формі. Я хотів би подякувати всім вам за ваші листи ... вибачте, але так більше тривати не могло. Всього вам доброго, - Даніель Бреннар. |

Бреннар і Сальгрен записали матеріал для ще одного альбому The Neonai, оскільки цього вимагали контрактні зобов'язання перед Black Mark. Альбом вийшов у 2002 році і був високо оцінений критикою як «лебедина пісня» гурту.
Гурт знову зібралася в кінці 2003 року і випустила альбом Black Brick Road. Оскільки музиканти не мали бажання працювати з Black Mark, то вони стали шукати інший лейбл і в підсумку підписали контракт з Noise Records. Альбом отримав досить схвальні відгуки критики, що дозволило звернути на гурт увагу як старих шанувальників, так і залучити величезну кількість нових. Гурт виступив на низці фестивалів у Європі, а також вперше відвідала Росію в березні 2005 року, з успіхом відігравши в Санкт-Петербурзі і Москві.
У вересні 2006 року концертне агентство Alive Concerts провело масштабний тур Lake of Tears Україною і Росією. Lake of Tears успішно виступили у Львові, Києві, Харкові, Ростові-на-Дону, Краснодарі, Москві, Істрі і в Санкт-Петербурзі.
26 квітня 2007 року гурт випустив на лейблі Dockyard1 свій сьомий за рахунком альбом Moons and Mushrooms. У квітні 2008 року пройшов черговий російський тур по містах: Новосибірськ, Краснодар, Москва, Смоленськ, Санкт-Петербург, Ростов-на-Дону. 18 липня 2009 року Lake of Tears повернулися в Україну і виступили на фестивалі Про Рок.
Гурт підписав контракт з AFM Records і спочатку планувала випустити новий альбом у кінці 2009 року. В зазначений строк альбом не вийшов. Диск, який отримав назву Illwill, з'явився на світ 29 квітня 2011 року. Він став найжорсткішим і найекстремальнішим релізом в історії гурту. Самі музиканти пояснили несподівану агресивність звучання альбому своїми особистими смаками, які лежать в галузі старого треш-металу, блеку і панк-року.
Історично склалося, що Lake of Tears йде в якомусь «готичному» дивізіоні, разом, скажімо, з Amorphis, Sentenced або Moonspell. Так ось! Повинен зізнатися, що вдома, для душі, ми ніколи не слухаємо таку музику — інтереси музикантів гурти лежать в набагато більш екстремальних областях. Старий треш-метал, блек, панк-рок! І це, природно, не може не проявитися — хоч раз.
31 січня 2014 року Lake of Tears випустили свій перший концертний альбом під назвою By the Black Sea. Альбом містить 16 пісень записаних у 2013 році на концерті в Бухаресті (Румунія) та виданий у комплекті з CD і DVD дисків.

## Учасники гурту

### Нинішній склад
- Даніель Бреннар — вокал, гітара, тексти пісень
- Фредрік Йорданіус — ведуча гітара
- Мікаель Ларсон[sv] — бас-гітара

### Колишні учасники
- Юнас Еріксон — ритм-гітара (1992—1996)
- Крістіан Саарінен — клавішні
- Ульрік Ліндблум — гітара (1997)
- Єнні Теблер — сесійна вокалістка (1997)
- Магнус Сальгрен[en] — ведуча гітара (сесійний учасник: 1999 / у складі гурту: 2004—2009)
- Юхан Оудх'юс — ударні (1992—2017)

## Дискографія

### Студійні альбоми
- Greater Art[ru] (1994)
- Headstones[ru] (1995)
- A Crimson Cosmos[ru] (1997)
- Forever Autumn[ru] (1999)
- The Neonai[ru] (2002)
- Black Brick Road[ru] (2004)
- Moons and Mushrooms[ru] (2007)
- Illwill[ru] (2011)

### Концертні альбоми
- By the Black Sea[ru] (2014)

### Збірки
- Greatest Tears vol. I (2004)
- Greatest Tears vol. II (2004)

### Сингли
- Lady Rosenred (1997)
- Sorcerers (2002)
- Wyverns (2014)